# Дискант

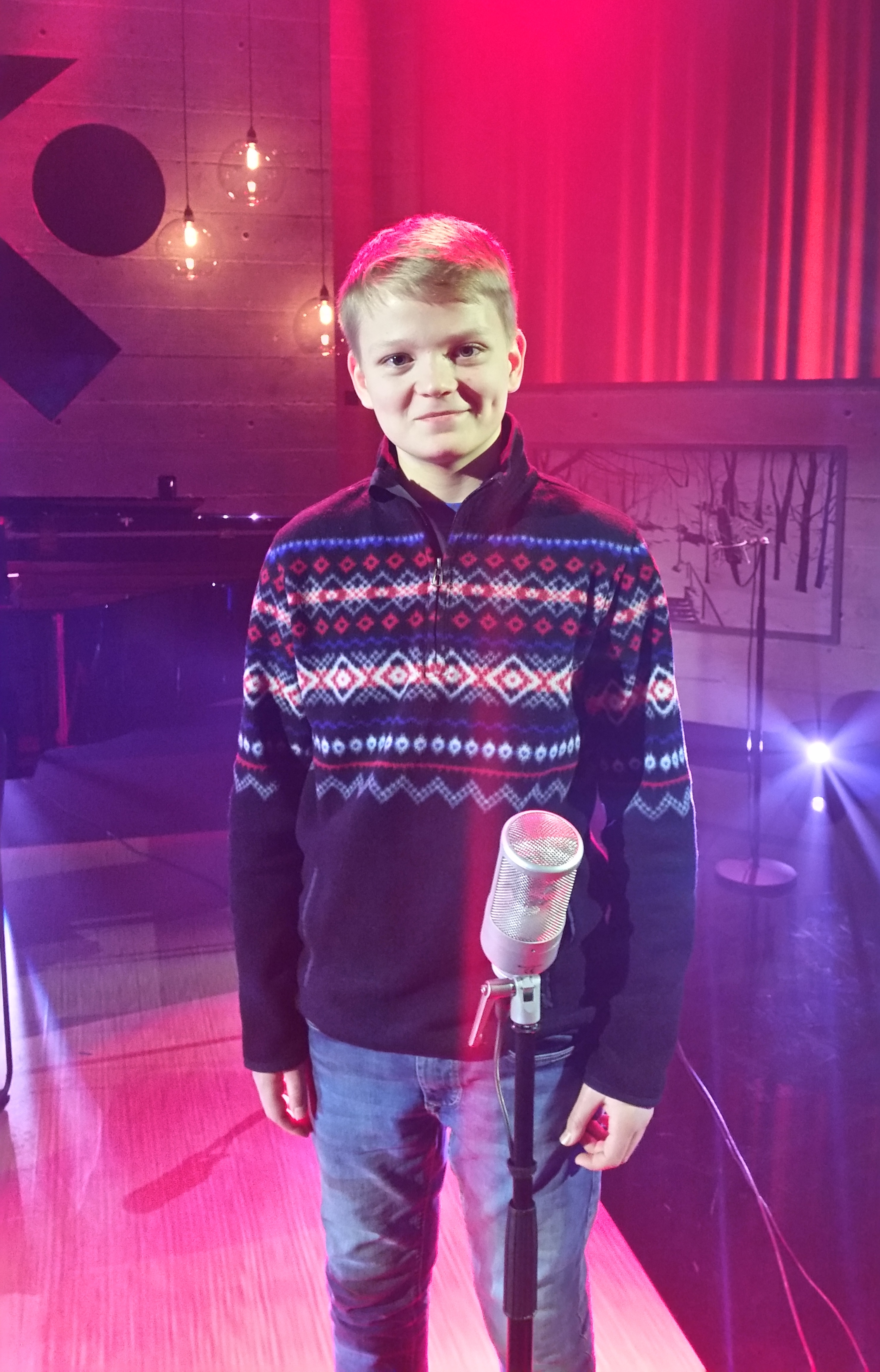
Норвежец Риквин, Аксель в детстве исполнял дискантом арии в операх эпохи барокко

Ди́ска́нт (лат. discantus) — многозначный музыкальный термин.

## Голос
В наиболее распространённом ныне значении дискант — высокий детский певческий голос, а также исполняемая им партия (в хоре либо соло). Диапазон от до первой до ля второй октавы. Дискант до XVIII века исполнялся певцами-кастратами и тенорами-фальцетистами, затем данные партии стали исполнять неполовозрелые мальчики. Девочкам и женщинам до недавнего времени петь в церковных хорах западного мира не дозволялось (со ссылкой на указание из Первого послания к Коринфянам: «Жены ваши в церквах да молчат»).
По мере полового созревания голос мальчика постепенно обретает мужское тембровое богатство, но перед заметным снижением тона наступает короткий период, когда он сохраняет высокий регистр с уникальным звучанием — это основа традиции использования «мальчиков-сопрано» (англ. boy soprano) в западной музыке. Иногда даже после начала ломки голоса юные певцы какое-то время сохраняют способность брать высокие ноты, пока рост гортани не сделает это невозможным. Прежде дети созревали позже, чем сейчас: например, Эрнест Лаф сделал свою самую знаменитую запись дискантом в 15 лет, а Гайдн примерно в том же возрасте славился своим ангельски высоким голосом.
В трактатах и учебных пособиях XIII в. словом «дискант» (discantus) обозначалось моноритмическое (нота против ноты) двухголосие, преимущественно с противоположным движением голосов, базовая разновидность метризованного органума. В XIV в. (у учеников Филиппа де Витри и Иоанна де Муриса) техника дисканта включилась в (более широкое) понятие контрапункта, при этом словом «дискант» обозначали самый верхний (в том числе импровизируемый над кантусом) голос многоголосной фактуры (позже более известный как superius, или сопрано). Из этого значения выделилось значение дисканта как высокого певческого голоса, которое возобладало примерно с XVII века.

## Прочие значения
В XVI—XVII вв. дискантовыми (или просто «дискантами») именовались самые высокие музыкальные инструменты в семействе, например, дискантовая виола, дискантовый тромбон, дискантовая блокфлейта и т. п. Те же инструменты назывались «сопрановыми».
Также дискантом называется один из регистров органа.